# 1390
Évszázadok: 13. század – 14. század – 15. század
Évtizedek: 1340-es évek – 1350-es évek – 1360-as évek – 1370-es évek – 1380-as évek – 1390-es évek – 1400-as évek – 1410-es évek – 1420-as évek – 1430-as évek – 1440-es évek
Évek: 1385 – 1386 – 1387 – 1388 –  1389 – 1390 – 1391 – 1392 – 1393 – 1394 – 1395

## Események

### Határozott dátumú események
- január 20. – I. Mircea havasalföldi fejedelem és Jagelló Ulászló lengyel király Lublinban megerősítik Zsigmond magyar király elleni – előző évben megkötött – társulásukat. (A megállapodás kiegészítése még március 17-én megtörténik.)[1]
- április 14. – IV. Andronikosz fiának, VII. Ióannész bizánci ellencsászár trónra lépése. (Szeptember 17-én nagyapja, V. Ióannész megfosztja a tróntól.)
- április 19. – III. Róbert skót király trónra lépése. (Róbert 1406-ig uralkodik.)
- október 9. – III. Henrik kasztíliai király (I. János fia) trónra lépése. (Henrik 1406-ig uralkodik.)

### Határozatlan dátumú események
- az év folyamán –
  - I. Tvrtko bosnyák király Zára kivételével elfoglalja a dalmáciai városokat.
  - A pápa elismeri László nápolyi király jogait Magyarországra.
  - III. Alexioszt fia, III. Manuél követi a Trapezunti Császárság trónján. (Manuél 1412-ig uralkodik.)

## Születések
- II. Vlad havasalföldi fejedelem  (valószínű időpont)
- John Dunstable angol zeneszerző

## Halálozások
- április 19. – II. Róbert skót király (* 1316)
- október 9. – I. János kasztíliai király (lovasbaleset, * 1358)